# Gros Morne nationalpark
Gros Morne nationalpark ligger på Newfoundlands västkust och är ett världsarv. Parken är 1 805 km² stor och har fått sitt namn från Newfoundlands näst högsta bergstopp, den 806 meter höga bergstoppen Gros Morne, vilket är franska och betyder "Stora Dyster". Gros Morne tillhör Long Range Mountains, en utanförliggande bergskedja i Appalacherna, som sträcker sig längs öns västra kust. Den är resterna av en bergskedja som bildades för 1,2 miljarder år sedan.
Parkens bergsformation, som blev världskänd genom geologen Harold Williams, inkluderar oceanisk skropa och mantelberg som kommit fram genom plattektoniska rörelser och sedimentära berg som bildats under Ordovicium, granit från Prekambrium och vulkaniska berg från den Palaeozoiska eran.

## Western Brook Pond
Western Brook Pond är en sötvattensfjord som karvades fram av glaciärer under den senaste istiden från 25 000 till omkring 10 000 år sedan. När glaciärerna smälte, kom landet som hade varit nedtryckt av is upp och utloppet till havet skars hav. Den 30 km långa och smala "dammen" fylldes sedan med sötvatten. Vattnet i fjorden är extremt rent och klassas som det renaste av naturliga vattenmassor. Pissing Mare Falls, det högsta vattenfallet i östra Nordamerika, rinner ner i Western Brok Pond.

## Kustlandskapet
Längs kusten finns skogar av förkrymta och förvridna granar och balsamgranar, lokalt kallade "tuckamores", härjade av stormar och vind som blåser in från havet.

## Vilda djur
Bland de vilda djuren i parken kan nämnas kanadensiskt lodjur, den amerikanska svartbjörnen, amerikansk ren (caribou), arktisk hare, mård och en snabbt växande, av människan introducerad, älgstam. I kustregionen finns valar och skrakar/sjöänder inklusive strömand.